# 正丁基钠
正丁基钠是一种有机钠化合物，化学式为C4H9Na，它具有强碱性，为聚合结构。它可由正丁基锂和叔丁醇钠反应制得。它和1-溴萘反应，可以得到1-溴丁烷和1-萘基钠。